# اچ‌ام‌ای‌اس تورنس (دی‌ئی ۵۳)
اچ‌ام‌ای‌اس تورنس (دی‌ئی ۵۳) (به انگلیسی: HMAS Torrens (DE 53)) یک کشتی بود که طول آن ۱۰۷ متر (۳۵۱ فوت) بود. این کشتی در سال ۱۹۶۸ ساخته شد.